# Montanazhdarcho
Montanazhdarcho (лат.) — род птерозавров из семейства аждархид, живших во времена позднемеловой эпохи (кампанский век) на территории Северной Америки.
Род назвали в 1993 году Кевин Падиан, Арман де Рикле и Джек Хорнер. Публикация состоялась от имени тех же авторов в 1995 году, а подробное описание вышло в 2002 году.
Типовым и единственным видом является Montanazhdarcho minor. Название дано в честь американского штата Монтана и родственного рода Azhdarcho. Видовое название означает «меньший» на латинском языке, из-за относительно небольшого размера по сравнению с близкими формами.
Голотип MOR 691 был найден в округе Гласье, в песчанике формации Two Medicine, в слое, который датируется 74 млн лет. Ископаемое состоит из частичного левого крыла (три внешних пальца крыла отсутствуют), полного плечевого пояса, раздробленного шейного позвонка и двух фрагментов симфиза нижней челюсти. Зубов в челюстях не было.
Авторы отнесли Montanazhdarcho к семейству аждархид, главным образом, на основании удлинённой формы шейного позвонка. По сравнению с другими представителями семейства, позвонок был небольшим; размеры плечевой, локтевой и лучевой костей указывают на размах крыльев в 2,5 метра. Локтевая кость была длиннее пястных, что нетипично для аждархид. Другие исследования показали, что род может принадлежать семейству nапеярид.